# Сантана (Сан-Томе и Принсипи)
Санта́на (порт. Santana) — город, расположенный на восточном побережье острова Сан-Томе (государство Сан-Томе и Принсипи). Административный центр округа Кантагалу. Это четвёртый по величине город в стране после Сан-Томе, Триндади и Невеша. Население 6969 человек (2005).
Административный центр округа Кантагалу.

## Население
| Год       | 1991 | 2000 | 2005 | 2013 |
| Население | 6190 | 6228 | 6969 | 7476 |

## Города-побратимы
- Кашкайш, Португалия

## Известные уроженцы
- Алда Бандейра[англ.] (род. 1949) — политик Сан-Томе и Принсипи.[3]